# Роше, Марк
Марк Роше (англ. Mark Roche, родился 25 января 1993 года в Дублине) — ирландский регбист, выступающий на позиции винга и скрам-хава. Участник летних Олимпийских игр 2020 года в составе сборной Ирландии по регби-7.

## Биография
Роше учился в колледже Блэкрок и выступал за его команду. В 2013 году дебютировал за сборную Ирландии по регби-15 не старше 20 лет, сыграв с ней на молодёжном чемпионате мира.
С 2015 года привлекается в сборную Ирландии по регби-7 на позицию скрам-хава. Играет также во Всеирландском чемпионате за клуб «Лэнсдаун», в 2015 году выиграл с ним дивизион 1A Всеирландского чемпионата, занеся в финальном матче против «Клонтарфа» попытку. В 2017 году выступил со сборной Ирландии на чемпионате Европы, став серебряным призёром турнира и обеспечив ей квалификацию в Гонконгский ежегодный турнир и на чемпионат мира 2018 года.
В 2018 году Роше дошёл до полуфинала Гонконгского турнира, который был квалификацией к Мировой серии сезона 2018/2019. Также он участвовал в Лондонском этапе Мировой серии в 2018 году, дойдя со сборной до бронзовых медалей и попав в символическую сборную турнира. В том же году его сборная впервые в истории выиграла чемпионат Европы по регби-7: Роше выступал на этапах турнира в Москве и Маркусси.
В июле 2021 года в финале межконтинентального олимпийского отбора в Монако сборная Ирландии победила сборную Франции со счётом 28:19, что позволило Ирландии сыграть на Олимпиаде в Токио. 6 июля 2021 года Роше был включён в заявку сборной Ирландии на Олимпиаду: в Токио он сыграл все 5 матчей сборной, набрав 7 очков (реализация в игре против США и попытка в игре против Кении), а команда закончила турнир на 10-м месте.